# Vision Valley
Vision Valley es el tercer álbum de the Vines. Fue lanzado el 1 de abril de 2006 en Australia y el 3 de abril mundialmente, excepto en los Estados Unidos, donde se presentó el 4. No hay aportes del bajista Patrick Matthews debido a su participación en la banda Youth Group.
El álbum sufrió un mediocre debut en los Estados Unidos, posicionándose en el puesto #136 en los charts Billboard, vendiendo una decepcionante cantidad de 7.839 unidades. En la segunda semana, el disco salió completamente de Billboard 200.

## Lista de canciones
1. Anysound 1:55
2. Nothin's Comin' 2:00
3. Candy Daze 1:40
4. Vision Valley 2:42
5. Don't Listen to the Radio 2:10
6. Gross Out 1:18
7. Take Me Back 2:42
8. Going Gone 2:44
9. Fuk Yeh 1:58
10. Futuretarded 1:47
11. Dope Train 2:36
12. Atmos 1:50
13. Spaceship 6:07

## Edición especial (DVD): Lista de canciones
1. Highly Evolved
2. Get Free
3. Outtathaway
4. Homesick
5. Ride
6. Winning Days
7. Gross Out
8. Studio Walkthrough with Wayne Connolly